# St.-Veit-Kirche (Barnstorf)

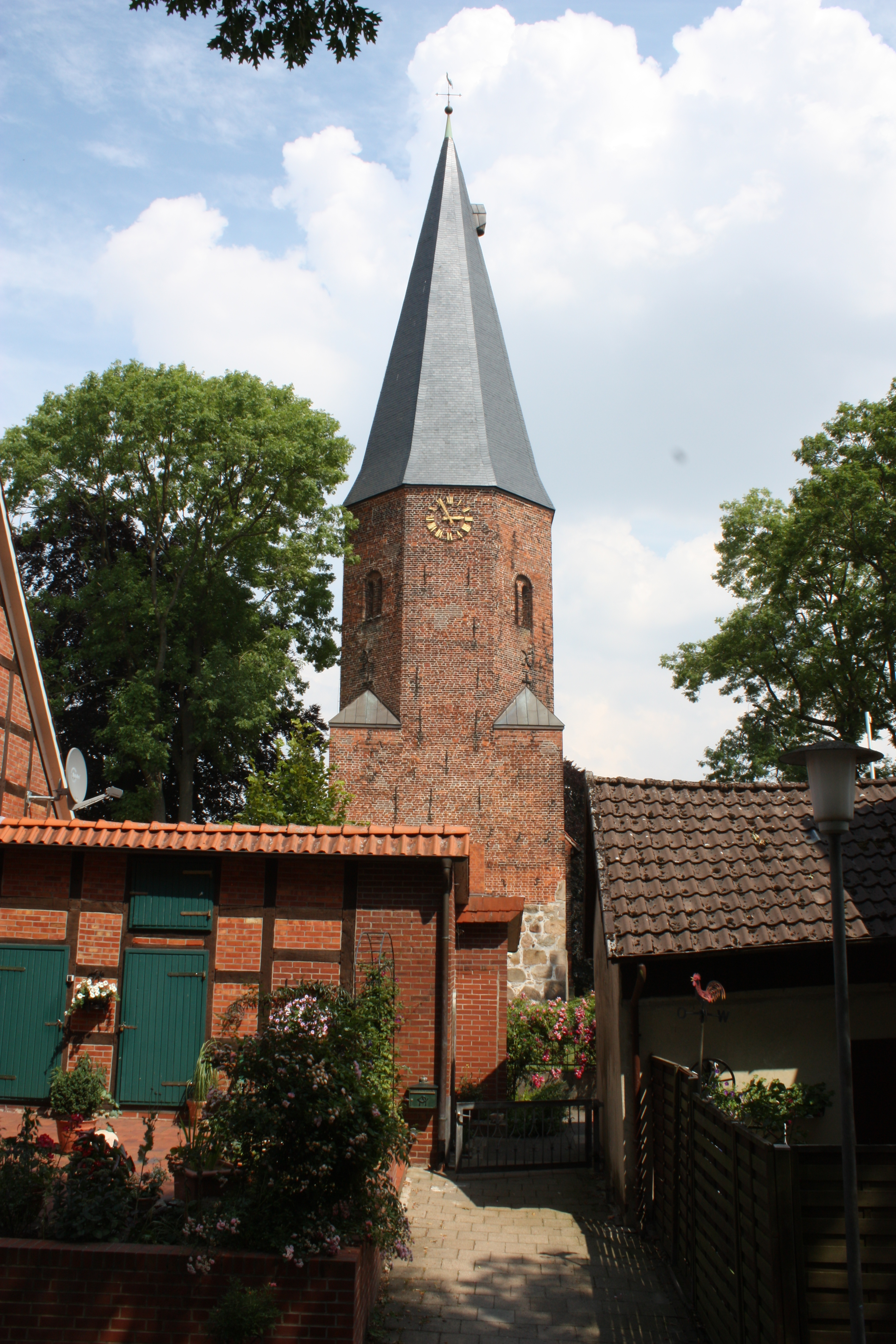
St. Veit-Kirche in Barnstorf

Die St.-Veit-Kirche ist ein evangelisches Gotteshaus in Barnstorf (Niedersachsen). Über Jahrhunderte wurde sie auch Kirche zum Heiligen Kreuz genannt.
Sie ist eine stattliche spätromanische Saalkirche aus Backstein mit halbrunder Apsis und vorgestelltem Westturm mit achteckiger, schiefergedeckter Spitze. Erbaut wurde sie im Jahre 1264 von den Junkern von der Eck aus Dreeke. Eine Vorgängerkirche wurde schon 890 erwähnt. Diese dürfte zu den Pfarreien gehört haben, die von der Missionszelle in Visbek gegründet wurden und deren Patronat am 20. März 855 an das Kloster Corvey überging. Nachdem ab 780 von Karl dem Großen neun Missionssprengel zur Christianisierung der unterworfenen Sachsen errichtet worden waren, wurden von der Missionszelle Visbek aus durch Abt Gerbert Castus die ersten Kirchengemeinden in der Umgebung gegründet. Zu diesen Kirchen zählte im Lerigau die Pfarrkirche Barnstorf.
Der heutige Kirchenbau ist romanisch. Die Sockelzone des im Untergeschoss quadratischen, oben achteckigen Turmes besteht aus behauenen Granitfeldsteinen. Der Turm trägt einen schiefergedeckten, gleichfalls achteckigen Helm. Die ursprünglichen Rundbogenfenster wurden im Barock erweitert und 1963 auf das ursprüngliche Maß reduziert. Sehenswert sind sechs hölzerne Apostelfiguren im Inneren der Kirche, sowie der alte Opferstock im Turm, welcher auf das Jahr 1690 datiert und vom heiligen Lazarus getragen wird. Dieser wird von zwei Hunden flankiert. Eine Inschrift des Opferstocks verweist mit den Worten Wer sich deß armen erbarmet der leihet dem Herrn, der wird ihm wieder guts vergelten auf die Sprüche Salomos.
Einige Maße: Der Turm hat eine Seitenlänge von ca. 9 m und ist 39 m hoch. Das Kirchenschiff ist 26 m lang und hat 7 m hohe Mauern.
Das Taufbecken von 1680 und die Kanzel sind Werke volkstümlicher Schnitzkunst des Barock.